# Danijel Ivanovič Harms
Daniil Ivanovič Harms (rusko Дании́л Ива́нович Хармс), ruski pisatelj, satirik in pesnik, * 30. december 1905 (17. december 1905, ruski koledar), Sankt-Peterburg, Rusija, † 2. februar 1942, Leningrad, Sovjetska zveza.

## Življenje in delo
Harm je bil eden prvih satirikov, ki so v zgodnjem obdobju Sovjetske zveze pisali v nadrealističnem oziroma absurdnem slogu.
Rodil se je kot Danijel Ivanovič Juvačov (Даниил Иванович Ювачёв), priimek Harms pa si je nadel kot gimnazijski psevdonim.  Uporabljal je tudi psevdonime Horms, Čarms, Šardam itd.
V zgodnji mladosti je podpiral futuristično pesništvo Hlebnikova in Kručoniha.
Obtožili so ga protisovjetskega delovanja in je preživel leto dni v zaporu v kraju Kursk. Med obleganjem Leningrada (leta 1941) so ga ponovno zaprli zaradi defetizma. V začetku leta 1942 je umrl od lakote v zaporu.
Njegove zgodbe so v glavne kratke vinjete, običajno dolge le par odstavkov, v katerih se prizori siromaštva in bede izmenjujejo s fantazijskimi dogodki in obsežno veseloigro (Slučaj (Случаи). Včasih se v njih pojavljajo znani pisatelji.
Harmsov svet je nepredvidljiv in neurejen. Liki se velikokrat po vrsti ponavljajo in se na druge načine obnašajo nerazumsko. Linearna zgodba se začne razvijati, vendar jo prekine nepojasnjeno razdejanje, ki zgodbo napelje v drugo smer.
Za časa svojega življenja ni bil priljubljen in je večino del izdal v samozaložbi (kot samizdat).
V 20. letih je bil eden od ustanoviteljev Oberiuja (ОБэРИу), skupine ruskih avantgardnih pesnikov, in eden od voditeljev »leve umetnosti«.
Leta 1925 se je spoznal s pesniškim in filozofskim krožkom, kamor so zahajali Vvedenski, Lipavski, Druskin in drugi.
V naslednjem desetletju je glavnina sovjetske književnosti postajala vse bolj nazadnjaška. Harms se je zatekel k otroški književnosti (Ivan Ivanič Samovar (Иван Иваныч Самовар) idr.). Veliko njegovih pesmi in kratkih zgodb za otroke, objavljenih v 30. letih v dveh revijah, smatrajo za klasične v svoji zvrsti. Danes so zelo znane in otroci jih imajo radi.
Njegova dela so začeli objavili šele v 60. letih 20. stoletja. Popolna zbirka njegovih del je bila izdana med letoma 1978 in 1988 v Bremnu v štirih delih. V Rusiji so njegova dela začeli na široko objavljati šele v poznih osemdesetih.